# Casa degli Epigrammi

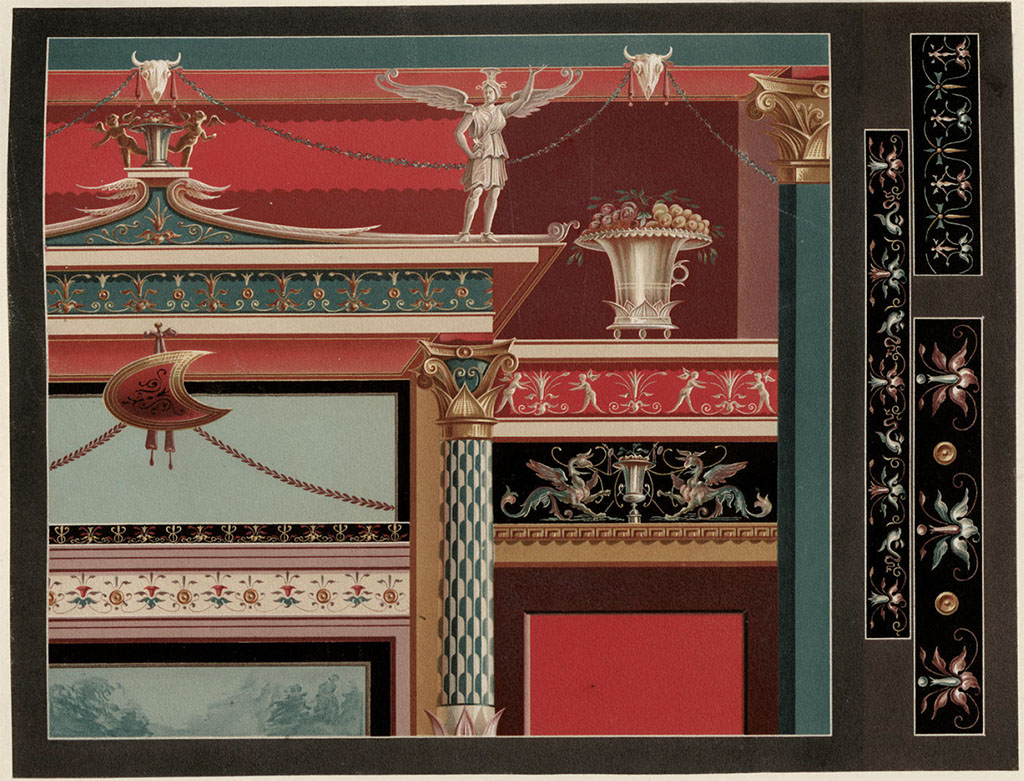
Wandmalerei im 2. Stil (Zimmer y), Zeichnung des 19. Jahrhunderts

Bei der Casa degli Epigrammi (Haus der Epigramme, auch Casa degli Epigrammi Greci) handelt es sich um ein Wohnhaus in Pompeji (V.I.18), das schon 1748 gefunden wurde, aber erst 1875 und 1876 vollständig ausgegraben wurde. Das Haus wurde im Zweiten Weltkrieg 1943 bei Bombardierungen schwer beschädigt. Es gab mehrere Restaurierungen. Die Casa degli Epigrammi erhielt ihren modernen Namen von griechischen Beischriften zu einigen Wandgemälden in einem Raum. Im Haus befinden sich bedeutende Malereien des 2. Stils, die jedoch heute oftmals schlecht erhalten sind. Anhand eines Siegels kann ein gewisser L. Val(erius) F(laccus?) als letzter (?) Hausbesitzer vermutet werden. Seit 2000 untersucht und restauriert ein schwedisches Projekt diverse Häuser in der Insula I der Region V.

## Beschreibung
Die Casa degli Epigrammi ist eine der drei großen Häuser in der Insula I in der Region V von Pompeji. Die anderen beiden großen Häuser sind die Casa di Cecilio Giocondo und die Casa del Torello. Das Haus entstand wahrscheinlich durch die Zusammenlegung zweier älterer Häuser, die aus dem 2. Jahrhundert v. Chr. stammen. Dies geschah, bevor das Haus seine Dekorationen im 2. Stil erhielt.
Die Casa degli Epigrammi wird über die Fauces betreten. Von dort gelangt man in das Atrium. Es folgt das Tablinum und dahinter das Peristyl. Im nördlichen Teil des Hauses, links von der Hauptachse, befanden sich die Küche, Toiletten und vielleicht Räume für Diener und Sklaven (auf dem hiesigen Grundriss blau). Hier befanden sich auch zwei Seiteneingänge (V,1, 11,-12) zum Haus. Einer von ihnen führte zu einer Treppe, die zum Obergeschoss führte, in der sich eine separate Wohnung befand. Zumindest einige Teile des Hauses hatten ein 2. Stockwerk. Das Haus weist zahlreiche Malereien, vor allem im 2. und 4. Stil, auf. 
Im ganzen Haus fanden sich verschiedene Graffiti. Darunter befindet sich ein Zitat aus der Aeneis (CIL IV 4036) und ein Terminkalender (CIL IV, 4045 (1)), in dem für verschiedene Tage diverse Personen genannt werden, die an diesen Tagen Dienst hatten bei einer nicht genannten Tätigkeit.
Aus dem Haus stammen einige Funde, die den Wohlstand der einstigen Bewohner belegen. Es fanden sich Goldschmuck, eine Bronzelampe in der Form eines Baumastes, Silbergeschirr, eine Elfenbeinstatuette der Venus, eine Statuette des Jupiter sowie flötenartige Musikinstrumente (Salamuri, im italienischen Ausgrabungsbericht als Fistula bezeichnet).

### Einzelne Räume

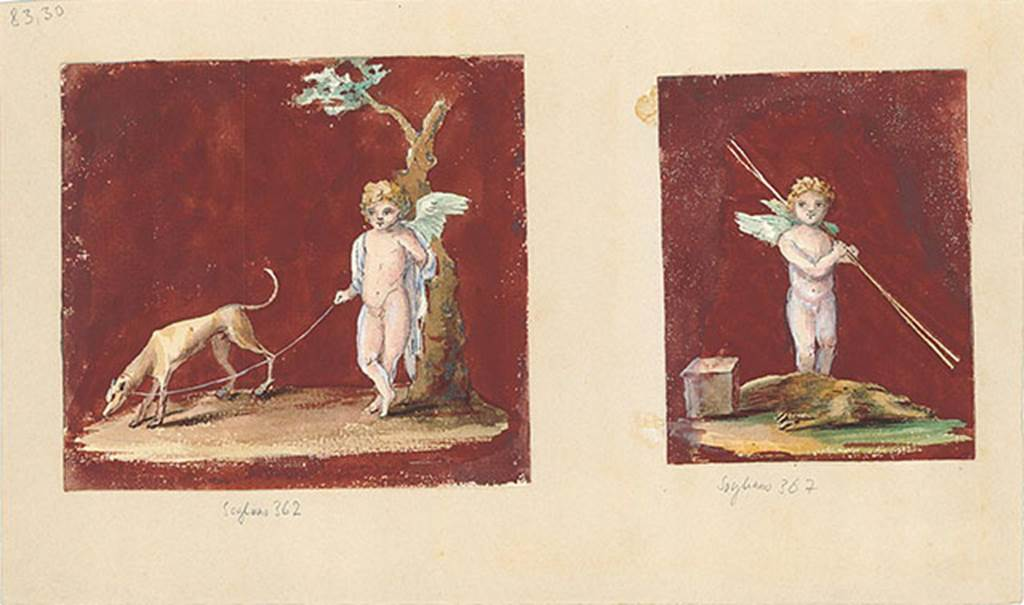
Eroten, Malereien aus dem Tablinum

Das Atrium hat ein Impluvium und war im 4. Stil dekoriert. Von den Malereien ist heute nichts mehr erhalten. Einige Zeichnungen aus dem 19. Jahrhundert erlauben jedoch eine grobe Rekonstruktion. Hier gab es große, rote Felder, die sich mit schwarzen Zwischenfeldern abwechselten. In den schwarzen Zwischenfeldern waren Kandelaber gemalt. Auf den großen, roten Feldern befanden sich Büsten von Gottheiten: Mercurius, Minerva und Iuno, Mars, Vulcanus und Venus. In der Oberzone imitierten die Malereien Mauerwerk.
Raum d (hier e) befindet sich an der Nordseite des Atriums. Es gibt eine Tür und ein Fenster zum Atrium. Der Raum war einst mit Malereien im 4. Stil dekoriert. Nur wenige Aufzeichnungen zu den Malereien sind überliefert. Über eine schwarze Sockelzone befanden sich gemalte Pflanzen gemalt. Die Hauptzone hatte gelbe Seitenfelder mit einem Mittelfeld, wo sich eventuell ein Ädikula befand. Als Motive befanden sich hier Stillleben und Tiere. Die Oberzone der Wand zeiget auf weißem Grund leichte Architekturen.
Ala e (hier Raum d) war einst mit Malereien im 4. Stil ausgemalt, doch gibt es dazu kaum Aufzeichnungen. Der Raum öffnet sich an einer Seite ganz zum Atrium. Über einem schwarzen Sockel gab es drei Felder. Die äußeren waren rot, die mittleren weiß mit einer gemalten Ädikula. In den roten Feldern befanden sich kleine gemalte Szenen. In der Oberzone befanden sich filigrane Architekturen auf weißem Grund. Der Raum ist vor allem bemerkenswert, da sich hier zahlreiche Silbergefäße fanden. Der Fußboden war in Opus signinum ausgelegt.
Wenig ist von den Malereien im Tablinum erhalten, deren Aussehen fast nur von zwei schlechten Fotografien und einigen Detailzeichnungen bekannt ist. Es handelte sich um eine Dekoration im 4. Stil. Die Wände hatten eine rote Felderdekoration mit zentralen Wandbildern. In den Nebenfeldern fanden sich kleine Szenen mit Eroten (heute noch stark verblasst zu erahnen). Der Fußboden des Raumes ist mit vorwiegend rotem Marmor ausgelegt.
In einem größeren Raum (Triclinium m), der vom Peristyl aus über einen Gang betreten werden kann, befanden sich Malereien des 2. Stils, die heute vollkommen vergangen sind. Auf der Kurzseite des Raumes sah man gemalte Quader. Auf einer der Längsseiten sah man wiederum gemalte Quader, aber mit davor gestellten Säulen. Zwischen den Säulen hingen Girlanden, auf denen wiederum jeweils ein Vogel stand. Die Ostwand des Raumes war undekoriert.

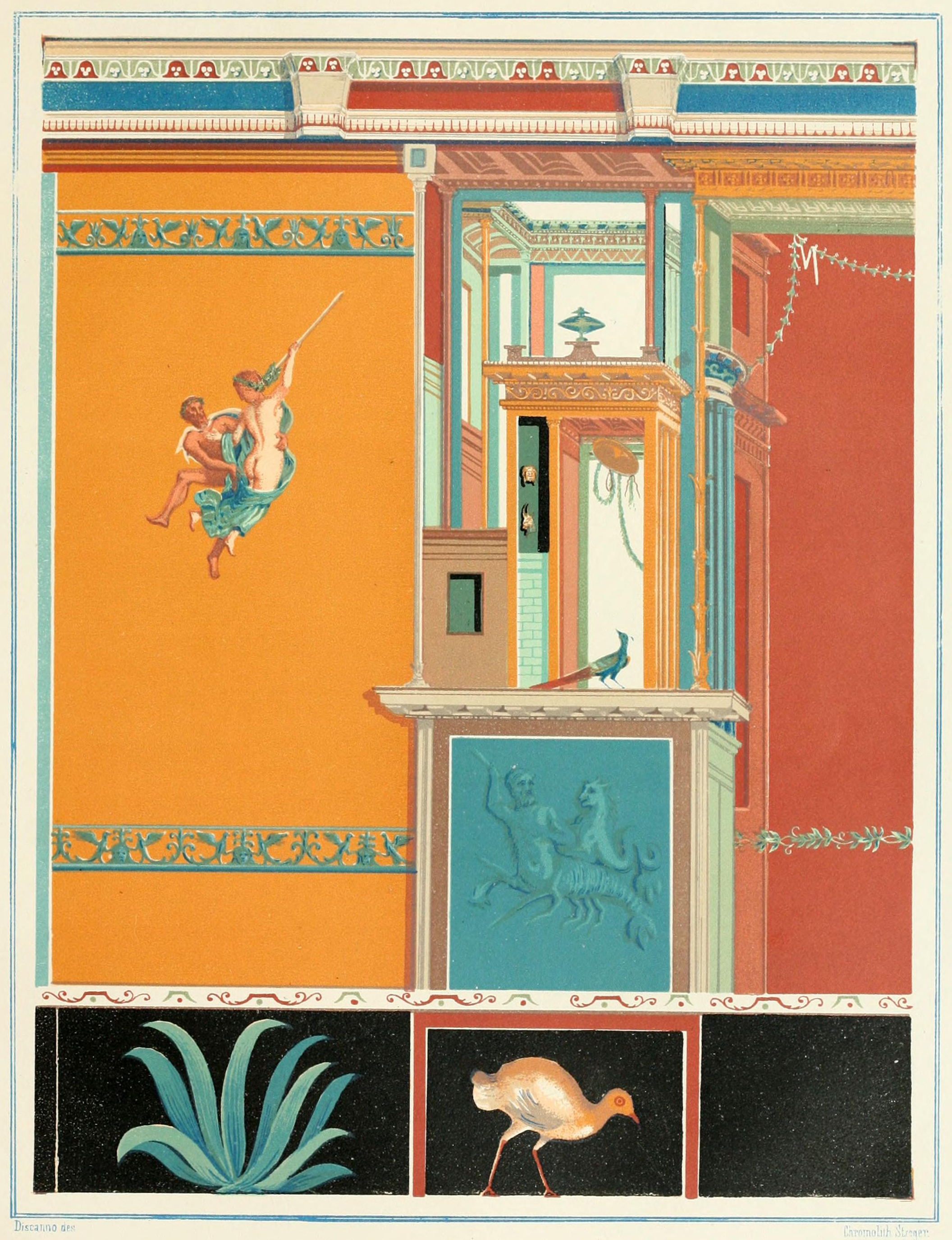
Wanddekoration im Raum l

Bei Raum L (hier l. i) neben dem Atrium handelt es sich vielleicht um ein Triclinum, das sich zum Peristyl öffnet. Der Raum ist mit Malereien im 4. Stil dekoriert. Die Malereien sind heute stark verblasst, Teile sind aus der Wand geschnitten worden. Man sieht hier rote neben gelben Feldern. In den Zwischenfeldern befanden sich Architekturen, in den Hauptfeldern schwebende Figuren. Die zentralen Bilder der Wände zeigten anscheinend erotisch-mythologische Szenen.
Die Exedra o öffnet sich direkt zum Peristyl (m, o, p auf hiesigen Grundriss). Hier befinden sich Malereien im 4. Stil, die heute noch leidlich gut erhalten sind, deren volles Programm sich anhand von alten Photos und Zeichnung gut nachvollziehen lässt. Über einem schwarzen Sockel findet man auf rotem Grund eine Felderdekoration. Im Zentrum der Wand sieht man jeweils eine gemalte Ädikula mit einem zentralen Bild. In den Seitenfeldern sieht man in kleinen runden Feldern einzelne Gesichter von Satyrn und Mänaden. Die großen Zentralbilder zeigen auf der Westwand Danaë in Seriphos, auf der Nordwand Venus und Mars und auf der Ostwand die verlassene Ariadne.
Lawrence Richardson Jr. ordnet zwei dieser Bilder dem Iphigenia-Maler zu.
Auf einer Wand im Peristyl befanden sich Malereien in zwei Feldern, zwischen zwei Halbsäulen. In dem linken Feld sah man in einer Wüstenlandschaft einen Bullen, der von einem Tiger angegriffen wird. Weiter im Hintergrund stand eine einzelne Gazelle. In der Sockelzone sieht man Blumen und mittendrin einen liegenden Silenus. Das zweite Feld auf der rechten Seite zeigt einen Brunnen mit zwei Pfauen innerhalb eines Gartens. Die Bilder sind heute vollkommen vergangen.
In zwei Räumen des Hauses wurden Wanddekorationen begonnen, deren Fertigstellung aber durch den Vulkanausbruch von 79 n. Chr. unterbrochen. Vor allem im Raum f (hier Raum e) ist nur der Unterputz mit einem fischgrätenartigen Muster erhalten.

### Die Malereien in Zimmer y

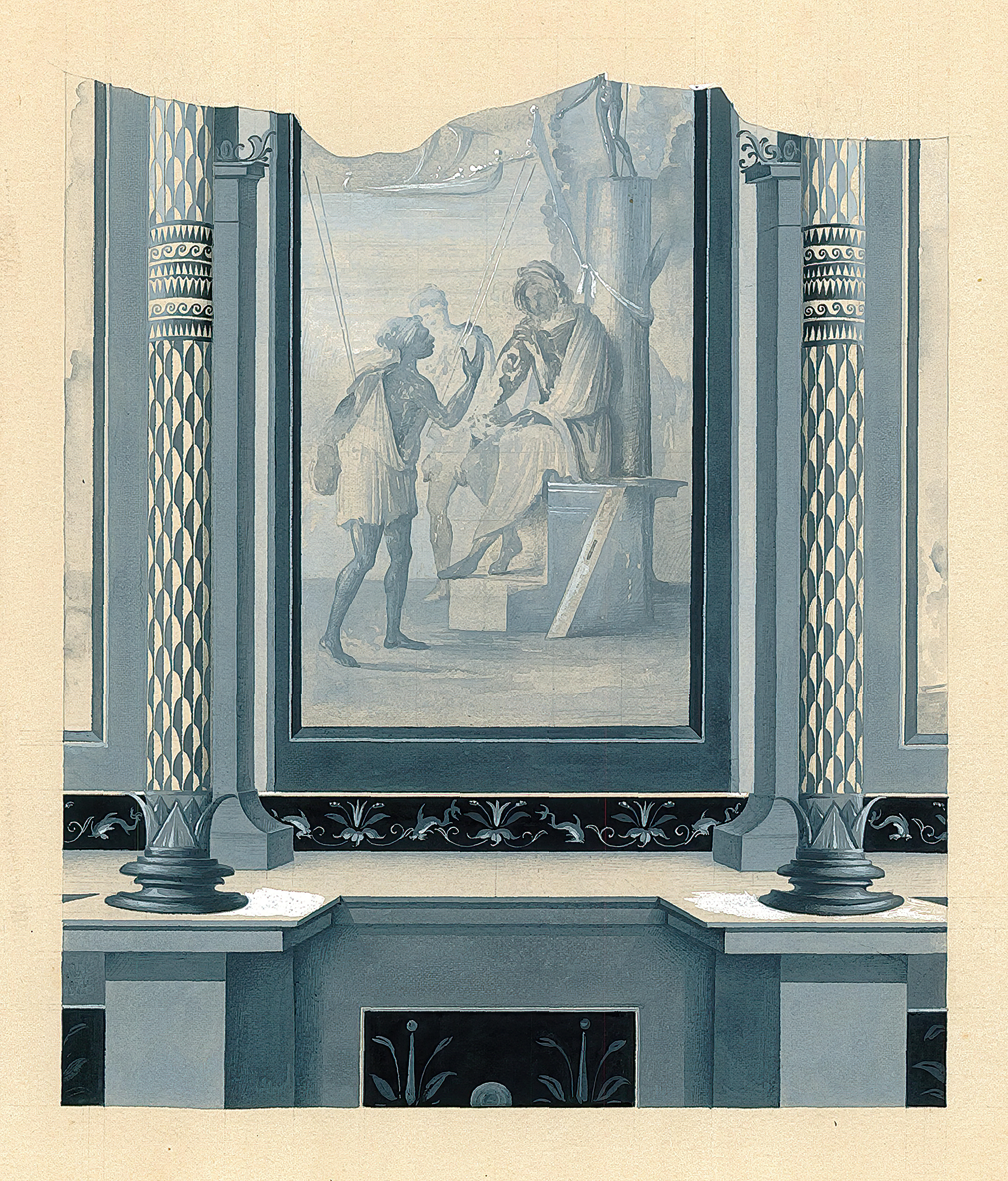
Mittelbild der Nordwand, Homer

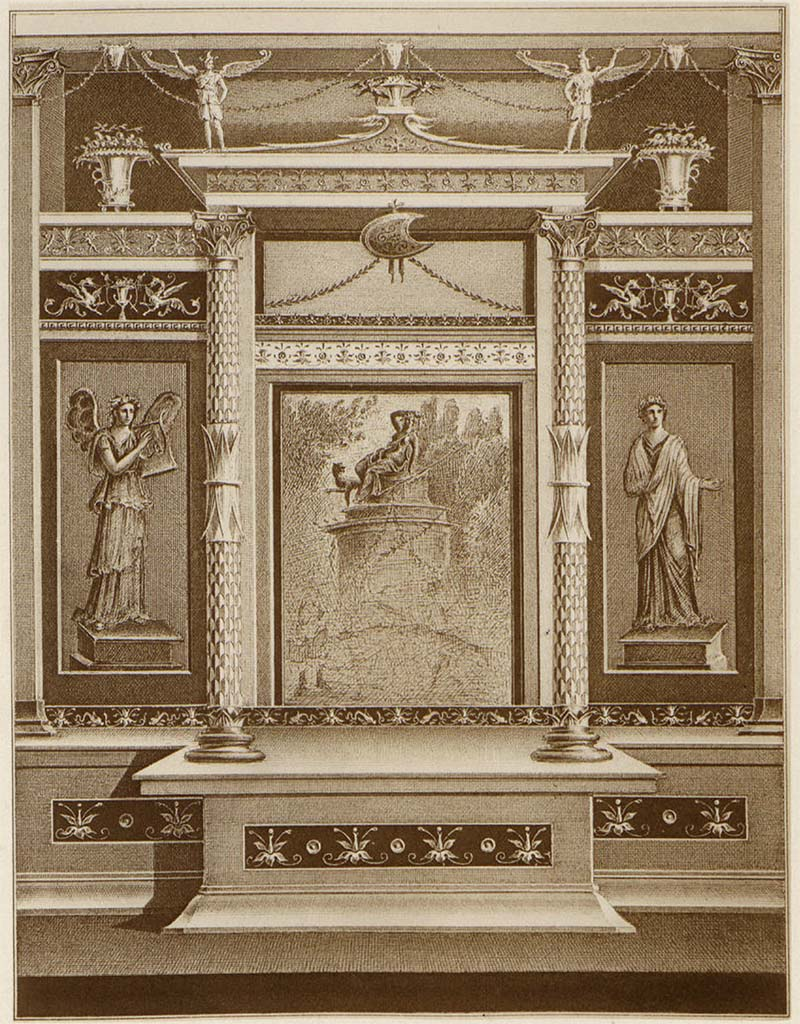
Ostwand

Besonders bemerkenswert sind die Malereien in einem Raum (auch Exedra y, oder Cubiculum y – s, t, u auf dem hiesigen Grundriss) neben dem Peristyl. Sie zeigen bühnenartige Architekturen des 2. Stils, in denen sich große Wandgemälde und Figuren befinden. Die Malereien datieren um 40 bis 30 v. Chr. Einige Figuren haben griechische Beischriften. Die Malereien wurden schon kurz nach der Entdeckung publiziert und sind oftmals diskutiert worden. Sie befinden sich in einem annähernd quadratischen Zimmer (2,26 m × 2,30 m) mit einem schwarz-weißen Mosaik, das auf der Schwelle geometrische Muster aufweist. Die Malereien der drei Wände (die Südwand ist die Wand mit der Tür) sind ähnlich aufgebaut. Sie zeigen oberhalb eines Sockels eine Ädikula, in der sich ein zentrales Bild befindet. Links und rechts befindet sich jeweils ein weiteres Bild. Die Nordwand, die Wand gegenüber des Einganges, zeigt Homer, wie eine Beischrift bestätigt (OMHPOC). Ein längeres Epigramm ist heute vollkommen vergangen. Es handelt sich um ein Rätsel: 
Was wir gefangen, warfen wir fort, was uns entgangen, bringen wir her.
Homer sitzt rechts vor einer Bildsäule, vor ihm stehen zwei Fischer (Beischrift: AA [I]EIC). Im Hintergrund sieht man Säulen eines Tempels. Das Bild rechts auf derselben Wand zeigt eine Säule mit Weinreben, ein Bock ist dabei, diese zu essen. Die Beischrift – ein Epigramm des Euenos von Askalon – lautet in deutscher Übersetzung:
Friß mich nur bis auf die Wurzel: ich trage noch Trauben genügend, dich zu besprengen, o Bock, wenn du zur Opferung gehst
Links auf demselben Bild ist zu sehen, wie der Bock zum Opfer geführt wird. Das linke Bild auf der Nordwand zeigt drei Brüder, die Pan ihre Jagdnetze weihen. Im Zentrum des Bildes sieht man eine Säule, auf der sich eine Statue des Pan befindet. Darum befinden sich die drei Brüder. Ein längeres Epigramm war schon bei der Auffindung kaum noch zu lesen, konnte aber als Gedicht des Leonidas von Tarent identifiziert werden:
Bakchos, dem Pflanzer des Weins, und den Satyrn, den Schlürfern des Mostes,

weihte Heronax dahier erstlich gewachsene Frucht:

diese drei Krüge, gefüllt mit erstmals rinnendem Weine,

den ihm heuer die drei Gärten mit Reben gebracht.

Hab ich geopfert nach Brauch dem weinlaubumwundenen Bakchos

und den Satyrn, dann trink mehr als die Satyrn – ich selbst
Die Ostwand zeigt im zentralen Feld Kulthandlungen zu Ehren des Dionysos. Im oberen Teil des Bildes sieht man auf einer großen, runden Struktur Dionysos. Im unteren Teil befanden sich einst Figuren, die jedoch schon bei der Auffindung kaum noch zu erkennen waren und vielleicht schon in der Antike abgerieben waren. Das Bild war damals schon gut 100 Jahr alt. Das linke Bild der Nordwand zeigt eine Kithara spielende Psyche. Im rechten Bild ist eine Priesterin zu sehen.
Das Mittelbild auf der Westwand zeigt den Ringkampf zwischen Eros und Pan, dem Aphrodite zuschaut. Im Hintergrund sieht man einen großen Rundtempel. Als Beischrift gab es wiederum ein längeres Epigramm:
Mutig steht Eros dem Pan im Ringkampf gegenüber,

aber Kypris bangt, wem es zuerst den andern zu packen gelingt.

Stark zwar ist Pan und fürchterlich, aber voll List

der geflügelte Eros: Weichen wird die rohe Gewalt.
Im rechten Feld an derselben Wand sieht man eine einzelne weibliche Figur, bei der es sich eventuell um die Personifizierung des Herbstes handelt. Die linke Seite zeigt kein Bild. Hier befand sich schon in der Antike eine vermauerte Tür.
Erika Simon vermutet, dass hier eine hellenistische Pinakothek nachgeahmt wurde, in der Tafelbilder (aus Holz) ausgestellt waren. Pinakotheken waren in Griechenland beliebt. Die hellenistischen Note wird durch die ausschließlich griechischen Beischriften unterstrichen. Beischriften auf Bildern waren im Hellenismus üblich, jedoch nicht in der römischen Malerei.
Volker Michael Strocka weist darauf hin, dass die Auftraggeber der Malereien eine hohe literarische Bildung, kombiniert mit einem gewissen Humor, zur Schau stellten, was in flavischer Zeit, kurz vor dem Untergang der Stadt, nicht mehr voll gewürdigt wurde.

## Galerie

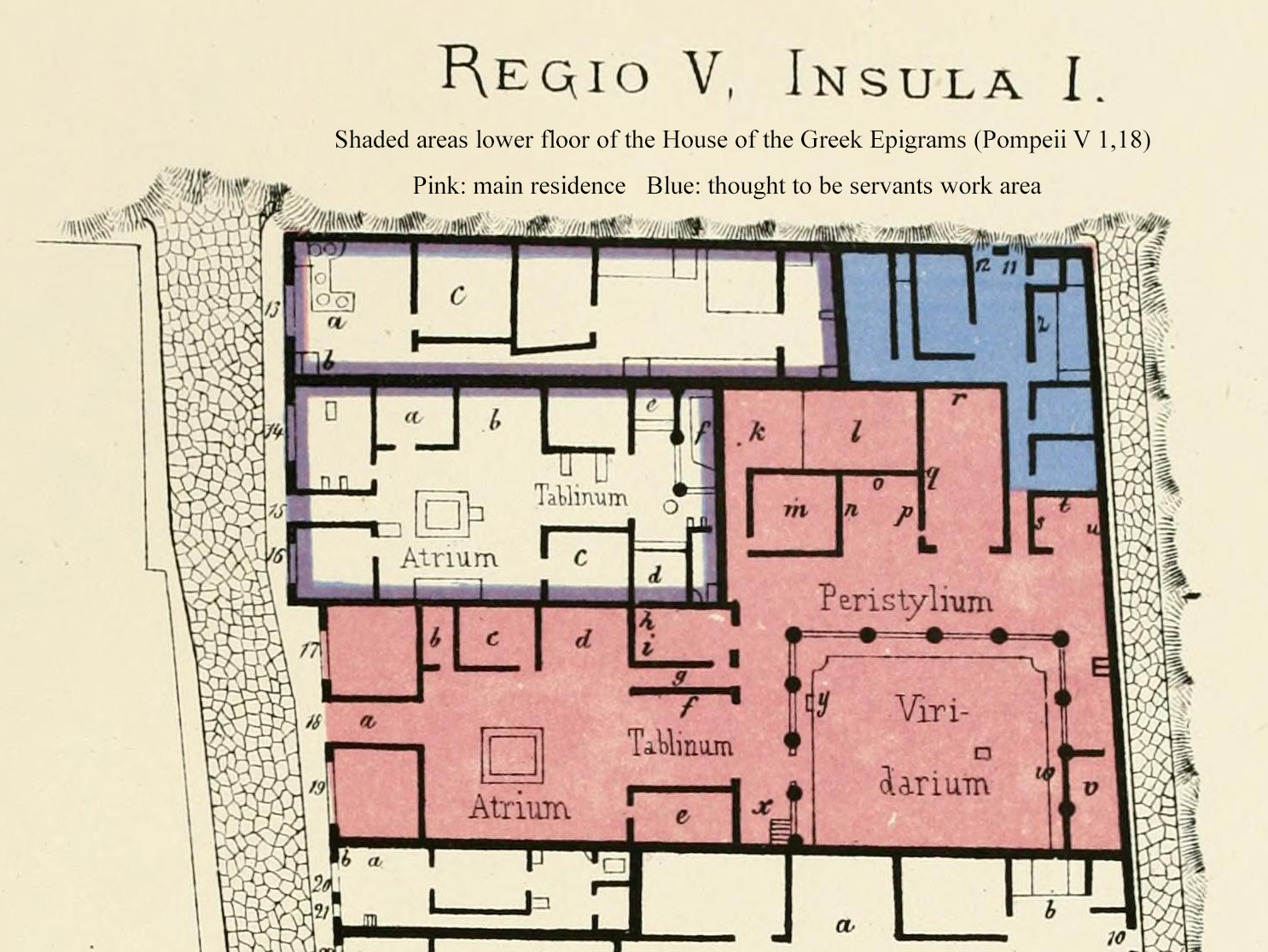
Grundriss des Hauses
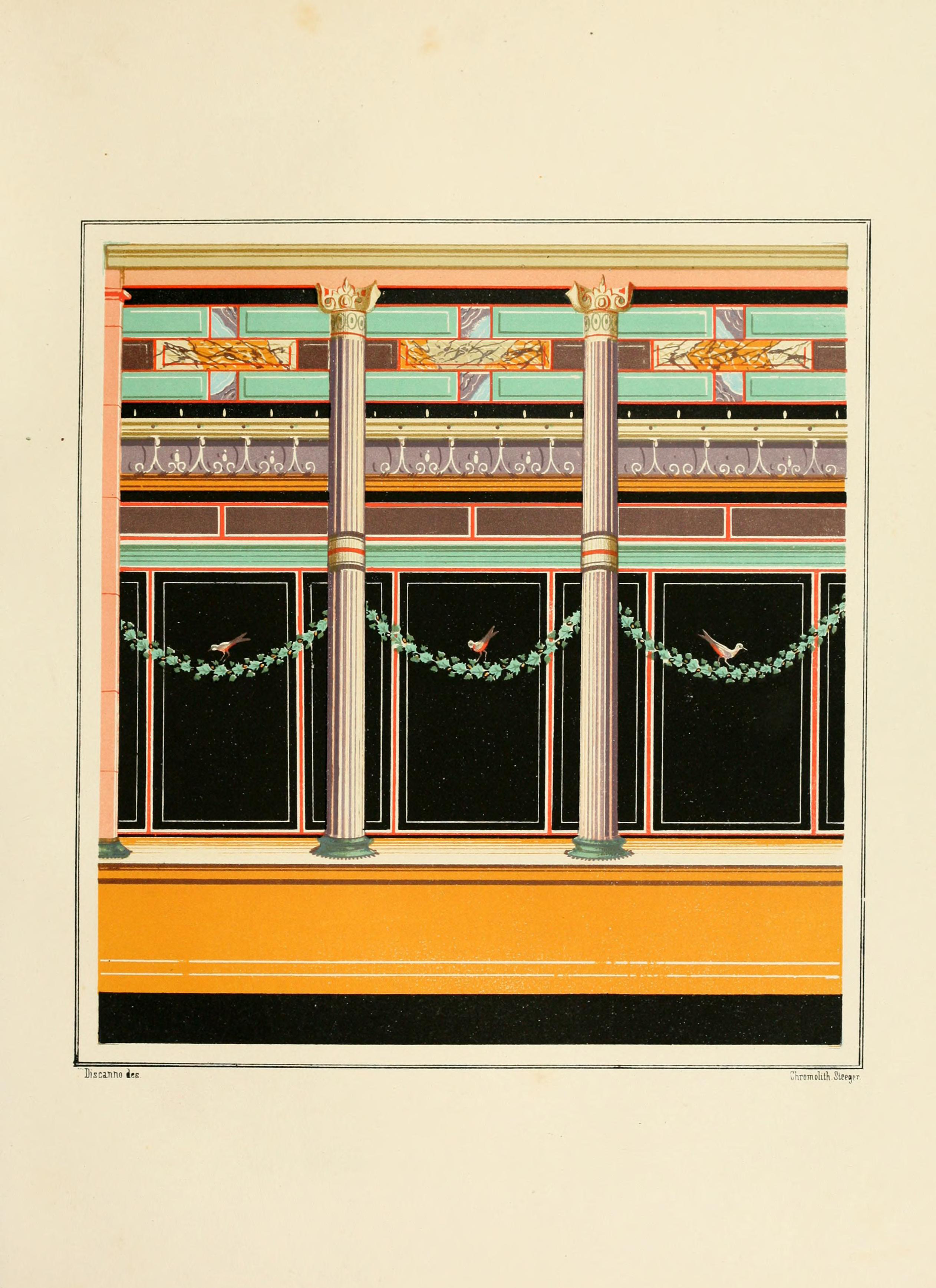
Malerei im 2. Stil, Trclinium m
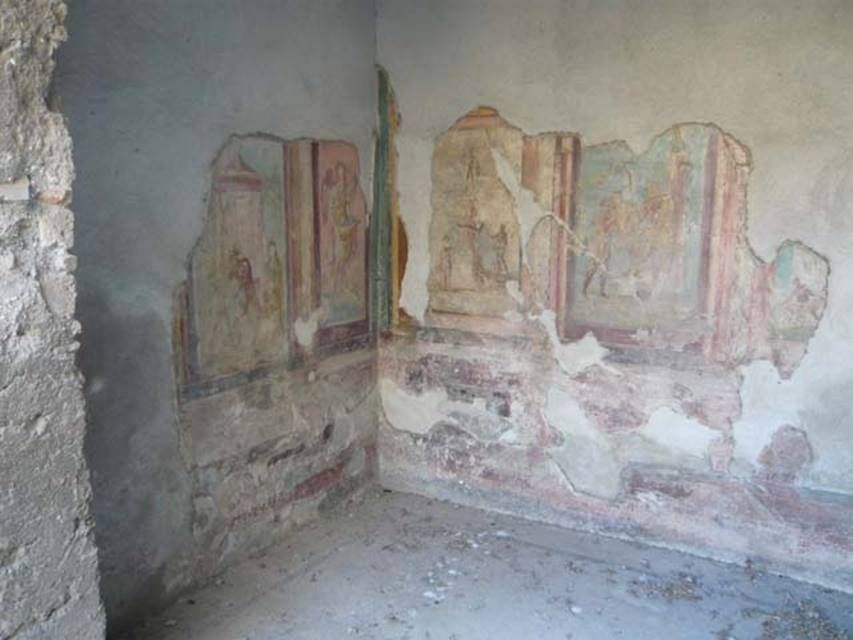
Raum y im heutigen Zustand
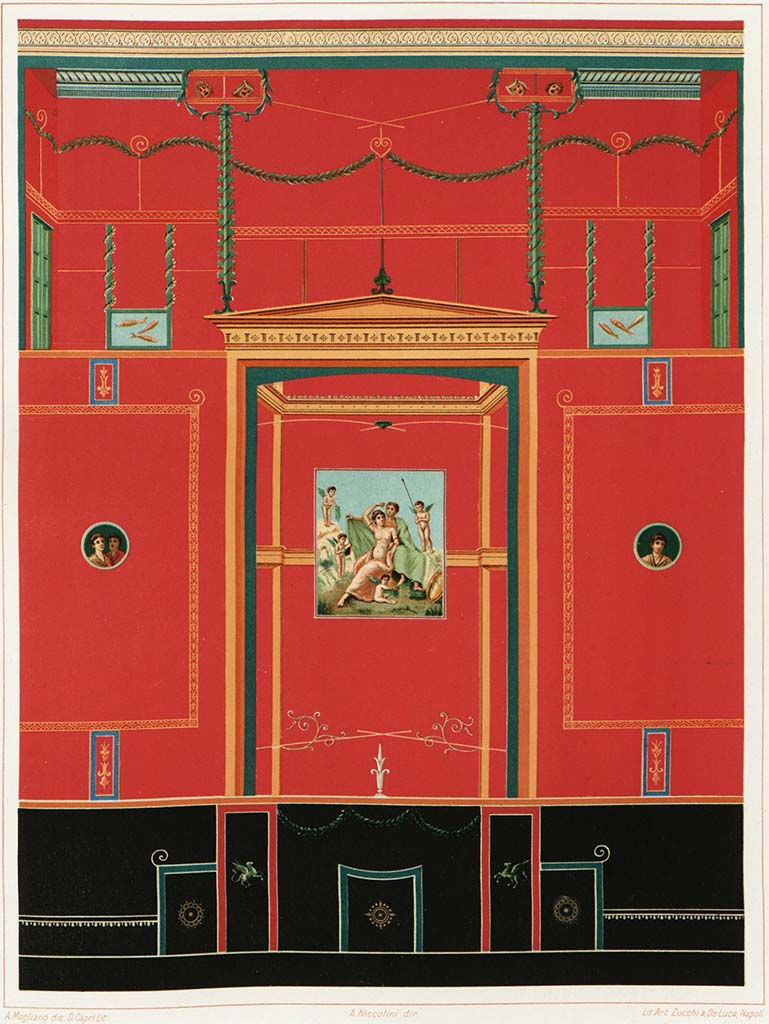
Malerei im 4. Stil, Exedra o
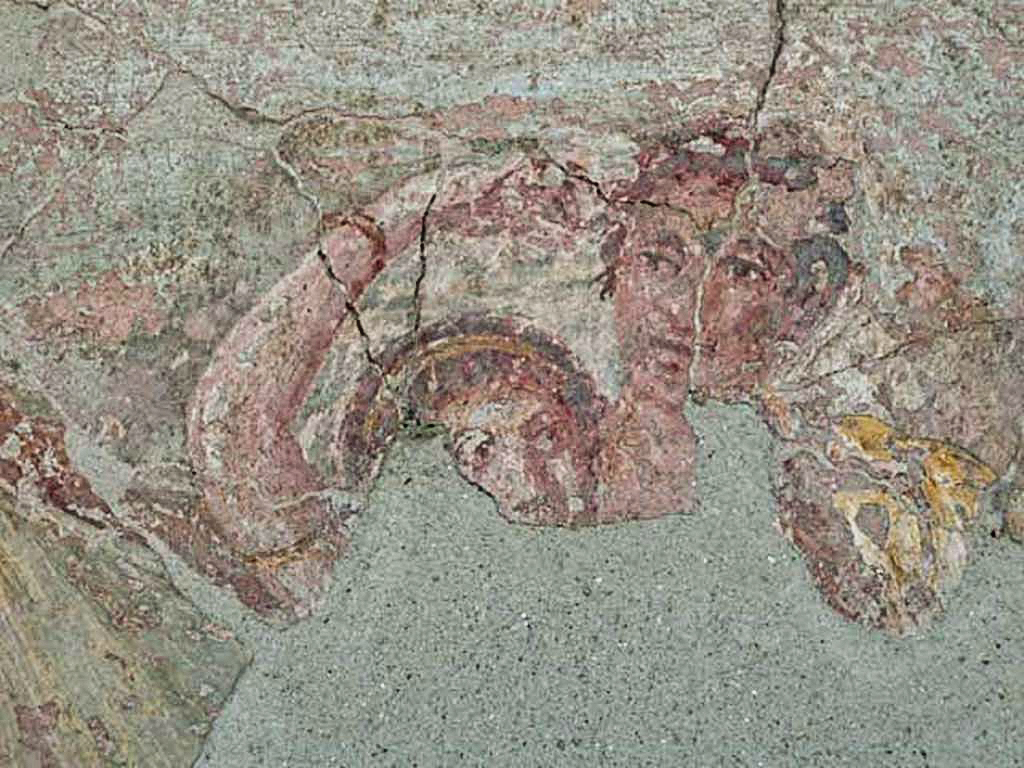
Mars und Venus, Detail eines Wandgemäldes, Exedra o
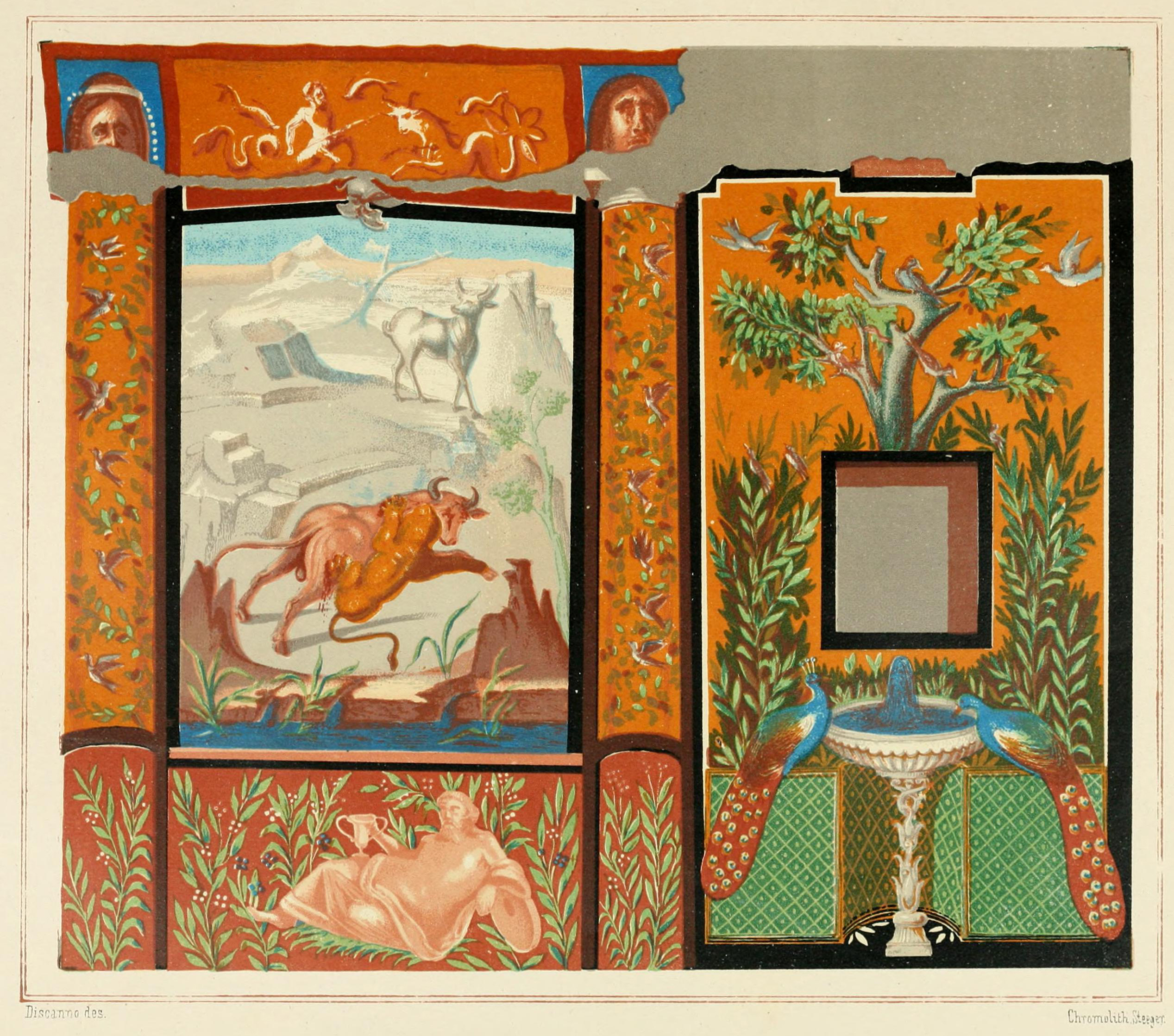
Malerei im Peristyl
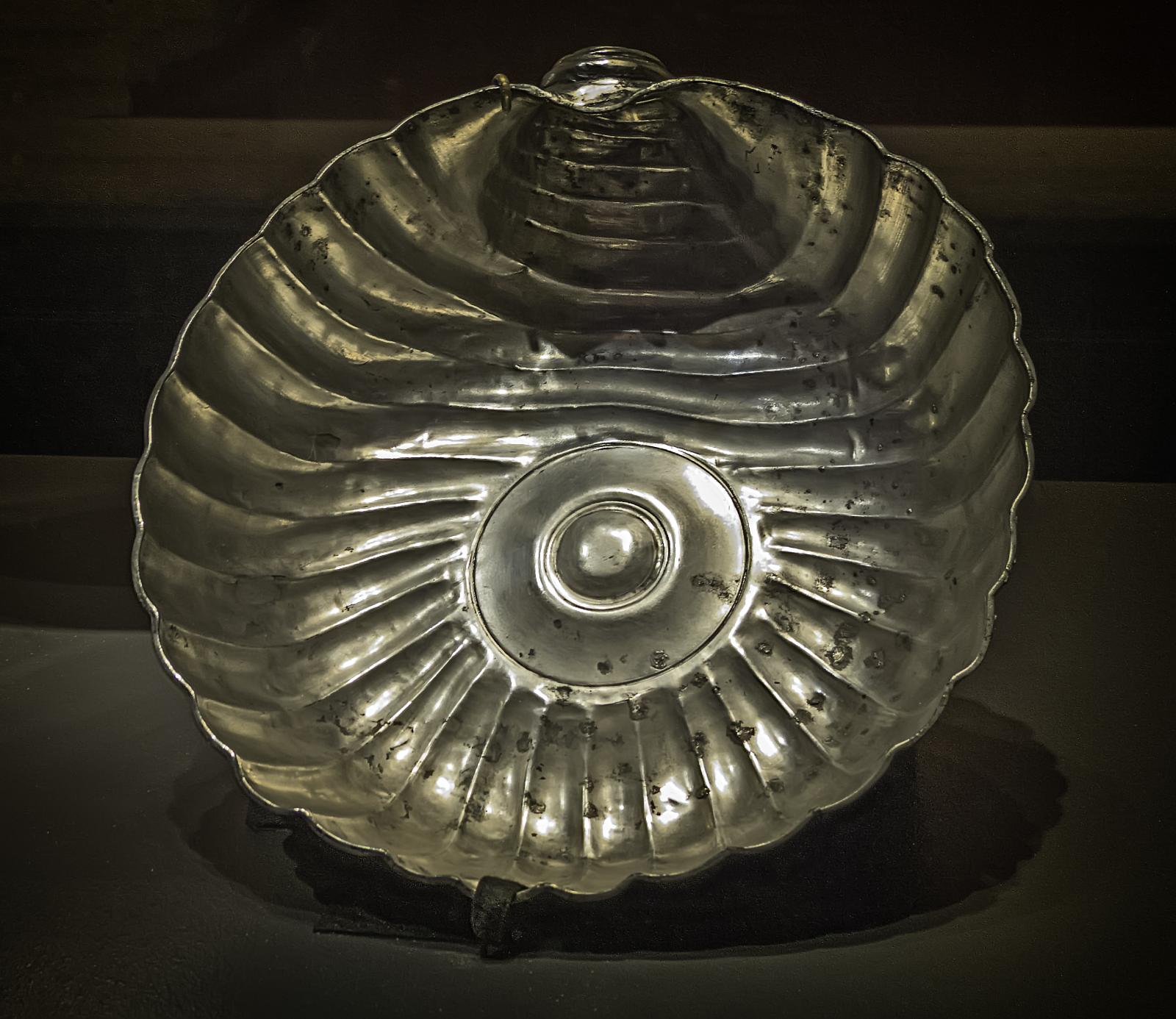
Silberschale